# Serveis molt personals
Serveis molt personals (títol original: Personal Services) és una pel·lícula britànica dirigida per Terry Jones, estrenada l'any 1987. Ha estat doblada al català.

## Argument
La pel·lícula s'inspira molt lliurement en la biografia de Cynthia Payne (nascuda l'any 1932) encarregada d'una casa de cites clandestina en el suburbi de Londres i dues vegades perseguida per la justícia (6 mesos de presó l'any 1978, absolta l'any 1986). La pel·lícula per la qual Cynthia Payne ha servit de consultora ens mostra sota la forma de comèdia l'evolució de Christine (Julie Walters): rellogant en principi el seu pis a una prostituta, a continuació prostituint-se ella mateixa, a continuació llogant una casa en un suburbi londinenc en la qual s'organitzen autèntiques festes amb travestis, sessions sado-maso... en les que participen notables i diplomàtics. La pel·lícula aborda també les relacions de Christine amb la seva família així com amb el seu fill que hi tindrà dret a un regal sorpresa pel seu aniversari.

## Repartiment
- Julie Walters: Christine Painter
- Shirley Stelfox: Shirley
- Alec McCowen: Wing Manar Morten
- Danny Schiller: Dolly
- Tim Woodward: Timms
- Victoria Hardcastle: Rosa
- Benjamin Whitrow: Mr. Marsden
- John Shrapnel: Lionel
- John Bailey: Mr. Gardner
- Ian McNeice: Harry
- Wayne Morris

## Nominacions
- BAFTA Awards / Orange British Academy Film Awards 1988 (edició no 41)
  - Nominada: Millor actriu: Julie Walters
  - Nominat: Millor guió original :	David Leland

## Al voltant de pel·lícula
- Personal Services forma part de les tres pel·lícules de Terry Jones que van ser desterrades en la República d'Irlanda. Les altres dues són: Monty Python: La vida de Brian i Monty Python: El sentit de la vida.